# Trachyarus edilleri
Trachyarus edilleri är en stekelart som beskrevs av Gokhman 2007. Trachyarus edilleri ingår i släktet Trachyarus och familjen brokparasitsteklar. Inga underarter finns listade i Catalogue of Life.